# 沃兴华
沃兴华（1955年5月5日—2025年7月16日），男，上海人，中华人民共和国书法家，复旦大学教授。

## 生平
1955年生于上海。初学颜真卿帖，后旁及各家兼习诸体，以行草见长。1975年，到上海书画出版社工作。1977年，通过高考进入华东师范大学。1982年，毕业于华东师范大学历史系，获历史学硕士学位，后留校工作。1994年，晋升教授。1995年，任博士生导师。2000年12月，当选中国书法家协会第四届理事会理事。2004年，任上海市书法家协会秘书长。
2018年4月，原定于在四川博物院展出的“形势与构成——沃兴华书法展”临时停办，引发大众对草书“丑书”艺术性的争论。
2019年6月，受聘为上海市文史研究馆馆员。2025年7月16日上午8点28分，在上海市东方医院逝世，享年70岁。

## 出版物
《沃兴华书画集》、《敦煌书法》、《敦煌书法艺术》、《中国书法》、《上古书法图说》、《秦汉简牍帛书》、《从临摹到创作》